# Beidaud
Beidaud község Tulcea megyében, Dobrudzsában, Romániában. A hozzá tartozó települések: Neatârnarea és Sarighiol de Deal.

## Fekvése
A település az ország délkeleti részén található, a megyeszékhelytől, Tulcsától hatvannégy kilométerre délre.

## Története
Régi török neve Bey-Davud.

## Lakossága
A nemzetiségi megoszlás a következő:
| 2002             | 2002 | 2002   |
| ---------------- | ---- | ------ |
| Románok          | 1747 | 95,93% |
| Romák            | 72   | 3,95%  |
| Törökök          | 1    | 0,05%  |
| Nem nyilatkozott | 1    | 0,05%  |
| Összesen         | 1821 | 100,0% |

## Híres emberek
- Sirma Guci (Beidaud, 1960. május 11. –): költő, aromán népzenei előadóművész.